# Coventry (Connecticut)
Coventry è un comune di 11.504 abitanti degli Stati Uniti d'America, situato nella Contea di Tolland nello Stato del Connecticut.